# ناحیه استرگوم
ناحیهٔ استرگوم (به مجاری: Esztergomi járás) یک ناحیه در مجارستان است که در کوماروم-استرگوم واقع شده‌است. ناحیهٔ استرگوم ۵۳۷٫۲۶ کیلومتر مربع مساحت و ۹۳٬۷۸۴ نفر جمعیت دارد.